# Hawkenbury (Maidstone)
Hawkenbury est un village du Kent, en Angleterre.